# Illusion’s Play
Illusion’s Play — третий студийный альбом дум-метал-группы Shape of Despair.

## Предыстория
После выхода альбома Angels of Distress в составе группы снова произошли изменения. В ноябре 2002 года было объявлено о присоединении к группе Сами Ууситало в качестве бас-гитариста. На тот момент группа планировала приступить к записи в начале 2003 года, чтобы Spinefarm Records выпустил новый альбом группы в конце года.

## Запись
Запись альбома проходила на студии Hellhole, расположенной в Хельсинки.

## Музыка и тексты

### Список композиций
| №                   | Название             | Длительность |
| ------------------- | -------------------- | ------------ |
| 1.                  | «Sleep mirrored»     | 6:09         |
| 2.                  | «Still-motion-»      | 16:29        |
| 3.                  | «Entwined in misery» | 8:03         |
| 4.                  | «Curse life»         | 9:18         |
| 5.                  | «Fragile emptiness»  | 8:56         |
| 6.                  | «Illusion's play»    | 12:36        |
| Общая длительность: | Общая длительность:  | 61:31        |

### Тематика и название
Название Illusion’s Play было обнародовано в марте 2004 года.

## Выпуск и продвижение
В конечном счёте, дата выхода альбома была назначена на 27 сентября 2004 года. Для поддержания интереса к новому альбому группа в преддверии его выхода опубликовала небольшой семпл песни «Entwined In Misery». В апреле 2005 года было объявлено о сделке Spinefarm Records с франко-американским лейблом Season of Mist. Согласно договору, Season of Mist должен был выпустить последние альбомы (на тот момент) трёх групп (одной из которых была Shape of Despair) на территории Северной Америки в августе 2005 года.

## Участники
- Саму Руотсалайнен (фин. Samu Ruotsalainen) — ударные
- Томи Уллгрен (фин. Tomi Ullgren) — гитара
- Наталья Сафросскин — вокал
- Сами Ууситало[англ.] — бас-гитара
- Ярно Саломаа[англ.] — гитара, синтезатор, лирика (написана в период с 2000 по 2002 год)
- Паси Коскинен[англ.] — вокал

### Приглашённые музыканты
- Aslak Tolonen — кантеле
- Toni Raehalme — скрипка

### Над альбомом работали
- Mika Jussila (Finnvox Studio) — мастеринг
- Mariusz Krystew — обложка
- Veli-Veikko Elomaa — фотографии участников
- Juha Takalo — логотип группы